# Краснознаменск (Калињинградска област)
Краснознаменск (рус. Краснознаменск) град је у Русији у Калињинградској области. Према попису становништва из 2010. у граду је живело 3522 становника.

## Становништво
| 1939. | 1959. | 1970. | 1979. | 1989. | 2002. | 2010. |
| ----- | ----- | ----- | ----- | ----- | ----- | ----- |
| 2.070 | 2.843 | 2.911 | 3.392 | 3.894 | 3.751 | 3.522 |